# Koszmosz–106
A Koszmosz–106 (oroszul: Космос–106) a ballisztikusrakéta-előrejelző radarrendszerek kalibrálására szolgáló szovjet DSZ–P1–I célműhold első repülése volt.

## Küldetés
1966-tól 1977-ig a radarállomások (felderítés, követés, pályaelemek meghatározása) beállítására használták. Polgári (űrhajózási, csillagászati) és katonai (légvédelmi – szárazföldi, tengeri) radarállomások és eszközök mérési etalonjaként szolgált.
1966. január 25-én a Kapusztyin Jar rakétakísérleti lőtérről a Majak–2 indítóállásából egy Koszmosz–2M (63SZ1M) típusú hordozórakétával juttatták Föld körüli, közeli körpályára. Az orbitális egység pályája 92.8 perces, 48.4 fokos hajlásszögű, az elliptikus pálya perigeuma 281 kilométer, apogeuma 553 kilométer volt. Hasznos tömege 325 kilogramm. A sorozat felépítését, szerkezetét, alapvető fedélzeti rendszereit tekintve egységesített, szabványosított tudományos-kutató űreszköz. Formája henger, átmérője 1.2 méter, hossza 1.8 méter. Áramforrása kémiai, illetve a felületét burkoló napelemek energiahasznosításának kombinációja (akkumulátor, napelemes energiaellátás – földárnyékban puffer-akkumulátorokkal).

## Jellemzői
Dnyipropetrovszk (ukránul: Дніпропетровськ), orosz nevén Dnyepropetrovszk (oroszul: Днепропетровск), Ukrajnában OKB–586 a Déli Gépgyár (Juzsmas) volt a központja több Koszmosz műhold összeszerelésének. Üzemeltetője a moszkvai védelmi  minisztérium (Министерство обороны).
1966. november 14-én belépett a légkörbe és megsemmisült.